# Љубав на плајваз
„Љубав на плајваз” је југословенски ТВ филм из 1967. године. Режирао га је Небојша Комадина а сценарио је написао Александар Поповић.

## Улоге
| Глумац                    | Улога |
| ------------------------- | ----- |
| Слободан Алигрудић        |       |
| Мирослав Бијелић          |       |
| Бранислав Цига Миленковић |       |
| Никола Милић              |       |
| Ташко Начић               |       |
| Драган Николић            |       |
| Бранка Петрић             |       |
| Бора Тодоровић            |       |
| Момчило Животић           |       |